# Championnats du monde de marathon (canoë-kayak) 2016
 (avril 2016).
Si vous disposez d'ouvrages ou d'articles de référence ou si vous connaissez des sites web de qualité traitant du thème abordé ici, merci de compléter l'article en donnant les références utiles à sa vérifiabilité et en les liant à la section « Notes et références ».
Navigation
Édition précédente Édition suivante
Les championnats du monde de marathon en canoë-kayak 2016, vingt-quatrième édition des championnats du monde de marathon en canoë-kayak, ont lieu du 16 septembre 2016 au 18 septembre 2016 à Brandebourg-sur-la-Havel, en Allemagne.

## Résultats

### Sénior

#### Hommes
| Épreuve      | Or                                                        | Argent                                            | Bronze                                                       |
| ------------ | --------------------------------------------------------- | ------------------------------------------------- | ------------------------------------------------------------ |
| C1 (26,2 km) | Márton Kövér Hongrie 2 h 12 min 05 s                      | Manuel Antonio Campos Espagne 2 h 12 min 18 s     | Nuno Barros Portugal 2 h 12 min 40 s                         |
| C2 (26,2 km) | Márton Kövér Adam Docze Hongrie 2 h 05 min 27 s           | Óscar Graña Ramón Ferro Espagne 2 h 06 min 00 s   | Zoltán Koleszár Bence Balázs Dori Hongrie 2 h 06 min 41 s    |
| K1 (29,8 km) | Hank McGregor Afrique du Sud 2 h 20 min 11 s              | Andrew Birkett Afrique du Sud 2 h 20 min 12 s     | José Ramalho Portugal 2 h 20 min 13 s                        |
| K2 (29,8 km) | Hank McGregor Jasper Mocke Afrique du Sud 2 h 06 min 28 s | Adrián Boros László Solti Hongrie 2 h 06 min 29 s | Andrew Birkett Louis Hattingh Afrique du Sud 2 h 06 min 29 s |

#### Femmes
| Épreuve      | Or                                                 | Argent                                                   | Bronze                                                 |
| ------------ | -------------------------------------------------- | -------------------------------------------------------- | ------------------------------------------------------ |
| C1 (19 km)   | Zsanett Lakatos Hongrie 1 h 46 min 45 s            | Julie Cailleretz France 1 h 47 min 40 s                  | Liudmyla Babak Ukraine 1 h 48 min 57 s                 |
| K1 (26,2 km) | Renáta Csay Hongrie 2 h 06 min 57 s                | Vanda Kiszli Hongrie 2 h 07 min 00 s                     | Kristina Bedec Serbie 2 h 08 min 17 s                  |
| K2 (26,2 km) | Renáta Csay Alexandra Bara Hongrie 2 h 02 min 09 s | Jenna Ward Kyeta Purchase Afrique du Sud 2 h 02 min 11 s | Zsófia Giczy Sara Anna Mihalik Hongrie 2 h 02 min 31 s |

### Moins de 23 ans

#### Hommes
| Épreuve      | Or                                        | Argent                                        | Bronze                                  |
| ------------ | ----------------------------------------- | --------------------------------------------- | --------------------------------------- |
| C1 (22,6 km) | Bence Balázs Dori Hongrie 1 h 55 min 08 s | Levente Balla Hongrie 1 h 55 min 44 s         | Denys Davydov Ukraine 1 h 55 min 48 s   |
| K1 (26,2 km) | Adam Petro Hongrie 1 h 56 min 40 s        | Mads Brandt Petersen Danemark 1 h 56 min 47 s | Franco Balboa Argentine 1 h 56 min 55 s |

#### Femmes
| Épreuve      | Or                                   | Argent                                    | Bronze                                  |
| ------------ | ------------------------------------ | ----------------------------------------- | --------------------------------------- |
| K1 (22,6 km) | Vanda Kiszli Hongrie 1 h 50 min 30 s | Sára Anna Mihalik Hongrie 1 h 50 min 51 s | Hermien Peters Belgique 1 h 52 min 38 s |

### Junior

#### Hommes
| Épreuve      | Or                                              | Argent                                                          | Bronze                                             |
| ------------ | ----------------------------------------------- | --------------------------------------------------------------- | -------------------------------------------------- |
| C1 (19 km)   | Marco Apura Portugal 1 h 37 min 21 s            | Sérgio Maciel Portugal 1 h 37 min 23 s                          | Adolf Balazs Hongrie 1 h 37 min 42 s               |
| C2 (19 km)   | Daniel Laczo Tamás Bakó Hongrie 1 h 31 min 42 s | Gergely Zoltán Kosznovszki Adolf Balazs Hongrie 1 h 32 min 16 s | Sérgio Maciel Marco Apura Portugal 1 h 33 min 48 s |
| K1 (22,6 km) | Ádám Varga Hongrie 1 h 43 min 15 s              | Csaba Erdőssy Hongrie 1 h 43 min 20 s                           | Agustín Rodríguez Argentine 1 h 44 min 06 s        |
| K2 (22,6 km) | Erik Petró Ádám Varga Hongrie 1 h 37 min 18 s   | Luke Harding Magnus Gregory Royaume-Uni 1 h 37 min 20 s         | Csaba Erdőssy Kean Mayer Hongrie 1 h 37 min 24 s   |

#### Femmes
| Épreuve      | Or                                                           | Argent                                                 | Bronze                                                                |
| ------------ | ------------------------------------------------------------ | ------------------------------------------------------ | --------------------------------------------------------------------- |
| C1 (14,4 km) | Giada Bragato Hongrie 1 h 30 min 12 s                        | Eugénie Dorange France 1 h 30 min 48 s                 | Csenge Molnar Hongrie 1 h 33 min 12 s                                 |
| K1 (19 km)   | Noémi Pupp Hongrie 1 h 34 min 41 s                           | Viktória Fruzsina Nagy Hongrie 1 h 34 min 51 s         | Kyeta Purchase Afrique du Sud 1 h 35 min 10 s                         |
| K2 (19 km)   | Zsofia Korsos Viktória Fruzsina Nagy Hongrie 1 h 29 min 59 s | Lilla Banki Csenge Virág Rekop Hongrie 1 h 30 min 34 s | Eliška Betlachová Ludmila Koterova République tchèque 1 h 32 min 26 s |

## Tableau des médailles
| Rang  | Nation         | Or | Argent | Bronze | Total |
| ----- | -------------- | -- | ------ | ------ | ----- |
| 1     | Hongrie        | 5  | 2      | 2      | 10    |
| 2     | Afrique du Sud | 2  | 2      | 1      | 5     |
| 2     | Espagne        | 0  | 2      | 0      | 2     |
| 4     | France         | 0  | 1      | 0      | 1     |
| 5     | Portugal       | 0  | 0      | 2      | 2     |
| 5     | Serbie         | 0  | 0      | 1      | 1     |
| 5     | Ukraine        | 0  | 0      | 1      | 1     |
| Total | Total          | 7  | 7      | 7      | 21    |